# جون أوستن (كرة سلة)
جون أوستن (بالإنجليزية: John Austin)‏ مواليد 31 أغسطس 1944 في واشنطن العاصمة، هو لاعب كرة سلة أمريكي معتزل. بدأ مسيرته الاحترافية في سنة 1966. تم اختياره من قبل فريق بوسطن سيلتكس خلال الدرافت. يبلغ طوله 6 قدم 0 بوصة (1.8 م). اعتزل اللعب في 1969. لعب مع واشنطن ويزاردز وبروكلين نتس.

## روابط خارجية
- جون أوستن على موقع إن بي أي (الإنجليزية)
- جون أوستن على موقع سبورتس رفرنس (الإنجليزية)
- جون أوستن على موقع كلية كرة السلة في سبورتس رفرنس.كوم (الإنجليزية)
- جون أوستن على موقع ريلجم (الإنجليزية)
- جون أوستن على موقع بروبوليرز (الإنجليزية)